# ライタ川の戦い
ライタ川の戦い（独: Schlacht an der Leitha、ハンガリー語: Lajta csata）は、1246年6月15日にライタ川近くでハンガリー王ベーラ4世とオーストリア公フリードリヒ2世の軍が衝突した戦い。オーストリア軍が勝利したもののフリードリヒ2世が戦死してバーベンベルク朝が断絶し、オーストリアの西ハンガリーの領有権主張は自然消滅した。戦闘が行われた正確な場所は不明である。同時代のミンネザング詩人ウルリッヒ・フォン・リヒテンシュタインによれば、それはエーベンフルトとノイフェルトの中間であった。

## 背景
955年にレヒフェルトの戦いで敗北して以降、マジャール人はドイツへの進出を諦めて旧パンノニアにハンガリー王国を建国した。この王国の西端はライタ川で、神聖ローマ帝国の領邦シュタイアーマルク辺境伯領と接していた。1180年にこの辺境伯領はシュタイアーマルク公国に昇格し、1192年以降バーベンベルク家のオーストリア公に継承された。これによりオーストリア公国とハンガリー王国が隣接し、領土をめぐる衝突が頻発した。

## オーストリアの侵攻と戦闘
1241年以降、ハンガリー王ベーラ4世はモンゴル帝国の侵攻に苦しめられ、モヒの戦いで大敗北を喫した。オーストリア公フリードリヒ2世はこのハンガリーの窮状につけこみ、西ハンガリーのモション、ショプロン、ヴァスヴァールを請求してハンガリーに侵攻した。一方モンゴル軍撤退により一旦滅亡の危機を免れたベーラ4世は、娘婿のハールィチ・ヴォルィーニ公子ロスチスラフ・ミハイロヴィチとともに軍勢を集め、ライタ川でオーストリア軍を迎撃した。戦闘自体はオーストリア軍が勝利したが、フリードリヒ2世が戦死してしまった。
その後、この戦いでバーデンベルク家が断絶したことにより、オーストリア・シュタイアーマルク両公国をめぐってアールパード朝ハンガリー王国とプシェミスル朝ボヘミア王国の間に戦争が勃発した。1260年のクレッセンブルンの戦いでボヘミア王オタカル2世がベーラ4世に勝利して両公国を獲得したが、1278年のマルヒフェルトの戦いでハプスブルク家・ハンガリー連合軍に敗れ戦死し、オーストリア・シュタイアーマルクはハプスブルク家のローマ王ルドルフ1世のものとなった。結局、ライタ川は1918年のハプスブルク帝国解体までオーストリア（ツィスライタニエン）とハンガリーの国境であり続けた。